# Calopteryx maculata
 Calopteryx maculata , in Nordamerika bekannt als „Black-winged Damselfly“ oder „Ebony Jewelwing“, ist eine Libellenart aus der Familie der Prachtlibellen (Calopterygidae), die über weite Teile Nordamerikas verbreitet ist.

## Merkmale

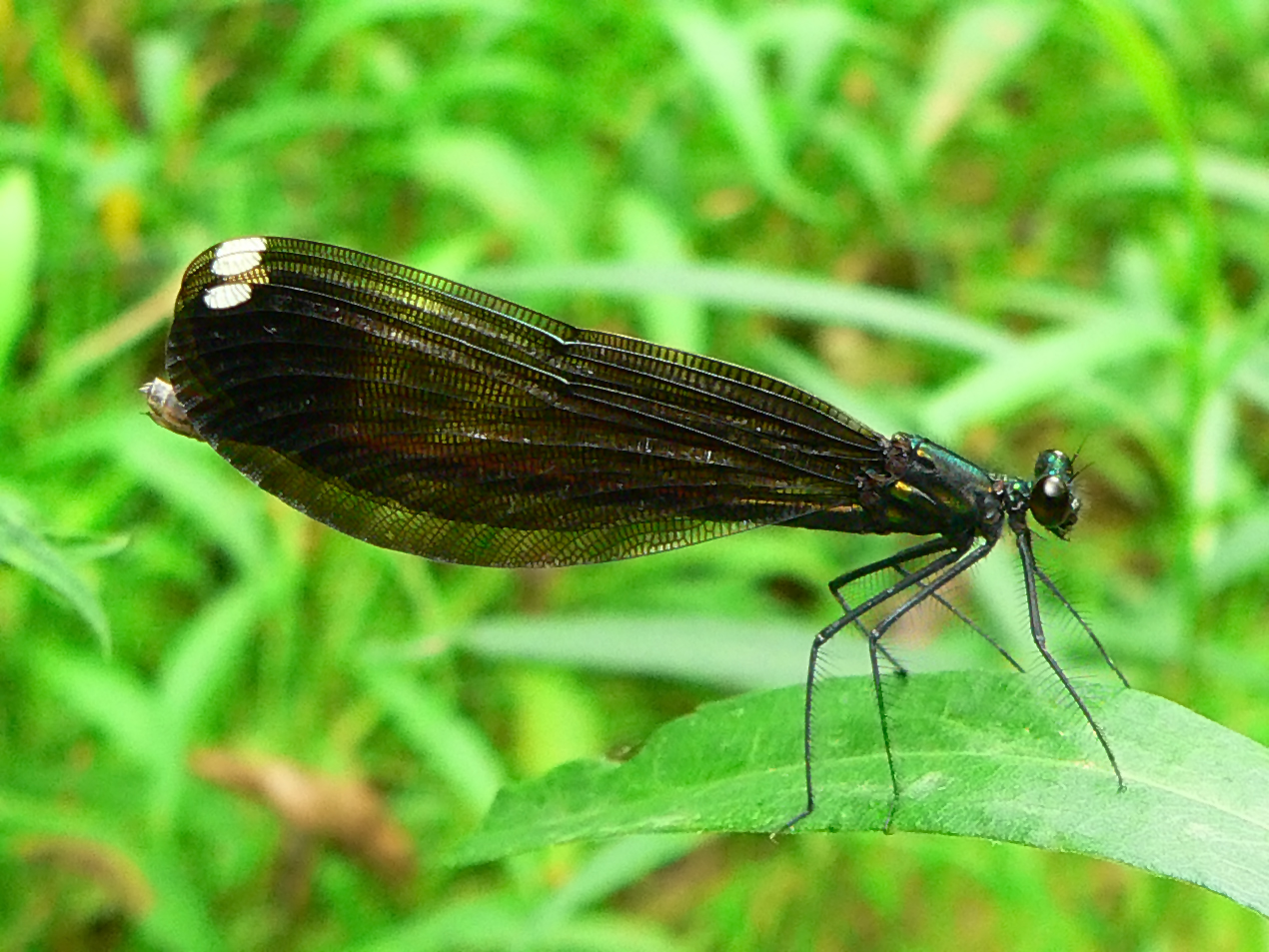
Weibchen von Calopteryx maculata

Calopteryx maculata erreicht eine Körperlänge von 40 bis 46 Millimetern. Der Körper der Männchen ist metallisch grün, der der Weibchen dunkelbraun ohne metallischen Schimmer. Die Flügel sind bei den Männchen schwarz ohne Farbbinde, bei den Weibchen dunkelbraun durchscheinend mit weißen Flecken am Flügelende.
Die Larven sind hellbraun mit dunkelbraunen Flecken und gelb-braunen bis orangefarbenen Beinen.

## Verbreitung und Lebensraum
Das Verbreitungsgebiet von Calopteryx maculata erstreckt sich über weite Teile Nordamerikas. Dabei leben sie vor allem an den Ufern langsam fließender Flüsse.

## Lebensweise
Wie andere Vertreter der Gattung Calopteryx haben die adulten Prachtlibellen einen flatternden, schmetterlingsartigen Flug. Sie ernähren sich von kleinen Fluginsekten, wobei sie auch Blattläuse erbeuten. Die Larven jagen kleine Unterwasserinsekten und deren Larven.
Die Weibchen platzieren ihre Eier einzeln in weichen Pflanzenteilen in langsam fließenden Gewässern, während die Männchen sich in der Regel in der Nähe aufhalten.

## Systematik
Calopteryx maculata stellt eine von 26 bis heute bekannten Arten der Gattung Calopteryx dar.

## Belege
1. 1 2 3 4 5  Lorus Milne, Margery Milne: Field Guide to Insects and Spiders. National Audubon Society, Chantacleer Press, 1980; S. 382–383. ISBN 0-394-50763-0.
2. ↑  Martin Schorr, Martin Lindeboom, Dennis Paulson: World Odonata List. Update vom 2. Oktober 2011 (Download (Memento des Originals vom 28. Oktober 2010 im Internet Archive)  Info: Der Archivlink wurde automatisch eingesetzt und noch nicht geprüft. Bitte prüfe Original- und Archivlink gemäß Anleitung und entferne dann diesen Hinweis.).